# José Javier Barkero
José Javier Barkero Saludes (Aretxabaleta, 27 aprile 1979) è un ex calciatore spagnolo, di ruolo centrocampista.

## Palmarès

### Nazionale
- Campionato mondiale Under-20: 1

Nigeria 1999